# المؤيد بن مسلم
المؤيد بن مُسلم بن قريش بن بدران بن المُقلد بن المسيب العُقيلي كان أحد أمراء آل المُسيب، والده هو مسلم العقيلي المُلقب «شرف الدولة». قُتِل في هيت في سنة 495هـ.